# Pseudoderopeltis adelungi
Pseudoderopeltis adelungi är en kackerlacksart som beskrevs av Werner 1907. Pseudoderopeltis adelungi ingår i släktet Pseudoderopeltis och familjen storkackerlackor.
Artens utbredningsområde är Sudan. Inga underarter finns listade i Catalogue of Life.